# Kežmarok (stacja kolejowa)
Kežmarok (słow. Železničná stanica Kežmarok) – stacja kolejowa w Kieżmarku, w kraju preszowskim, na Słowacji. Przez stację przechodzi niezelektryfikowana linia kolejowa Poprad-Tatry - Plavec (185). Budynek został zbudowany w stylu secesyjnym latach 1914-1916 jako najbardziej nowoczesny budynek tego typu na Górnych Węgrzech. Pierwotny plan zakładał przeprowadzenie głównej Kolei Koszycko-Bogumińskiej przez Kieżmark, co jednak nie spodobało się miejscowym urzędnikom. Dlatego kolej powstała w pobliskim Popradzie. Kieżmark uzyskał połączenie kolejowe 18 grudnia 1889 roku.
Stacja wyposażona jest w system iKVC, sprzedawane są tu zarówno krajowe jak i międzynarodowe bilety. Stacja Obiekt jest zabytkiem narodowym od 1981 roku.

## Modernizacja
We wrześniu 2013 r. rozpoczęła się przebudowa stacji. Perony o długości 220 i 150 metrów zostaną przedłużone. Drugi peron zostanie przebudowany na wyspowy. Całkowity budżet prac modernizacyjnych wynosi 133.000 €.

## Linie kolejowe
- 185 Poprad-Plavec

## Galeria

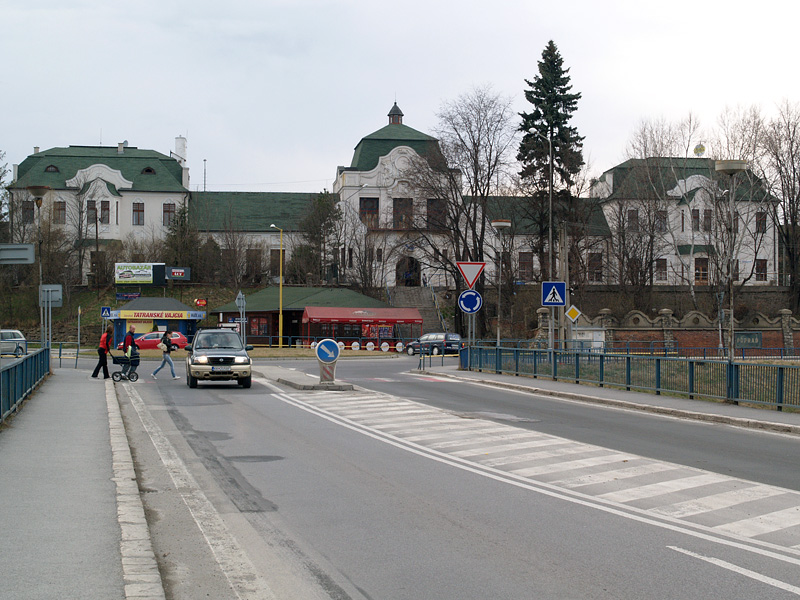
Widok na budynek od strony ulicy
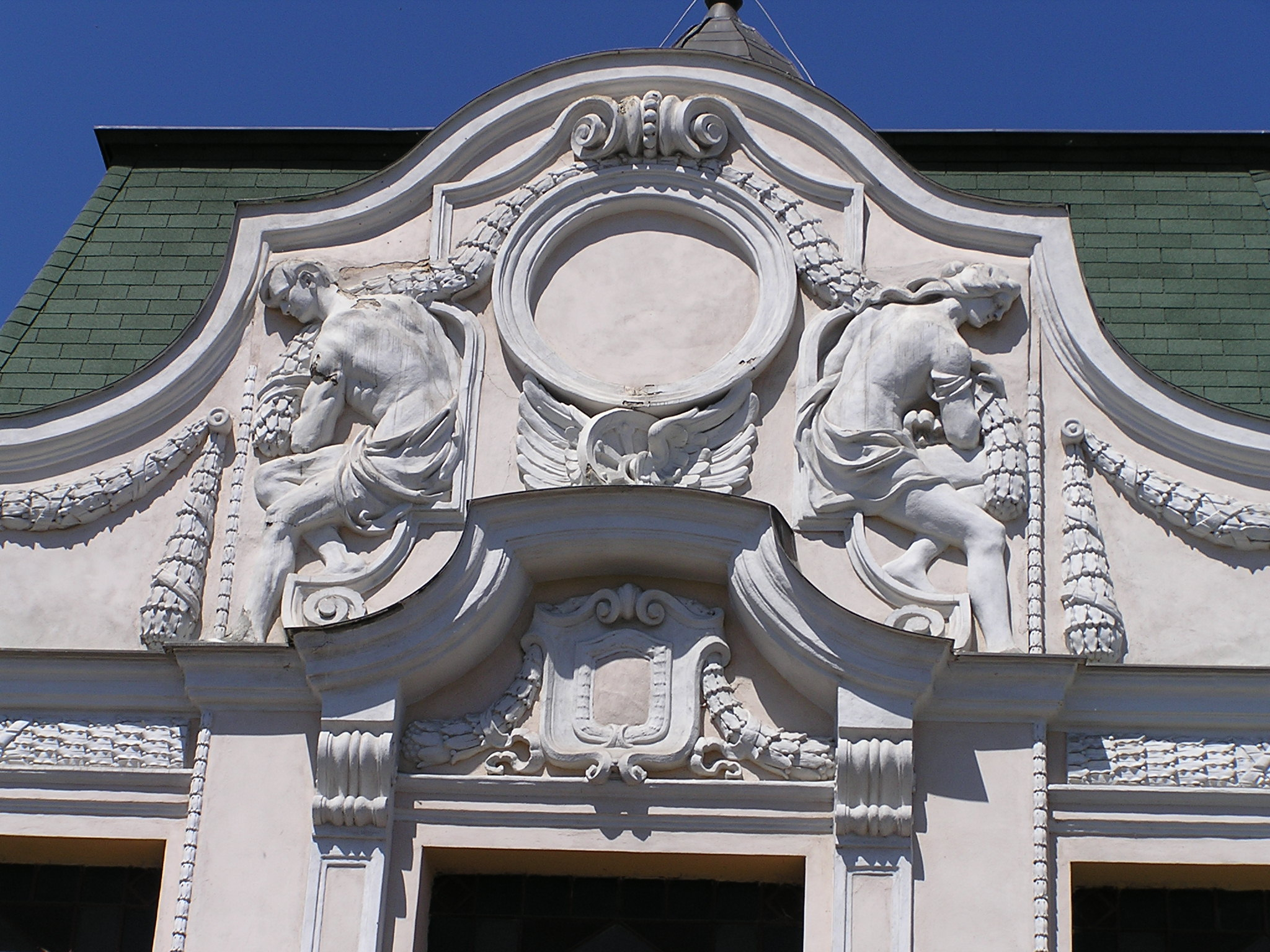
Detale architektoniczne
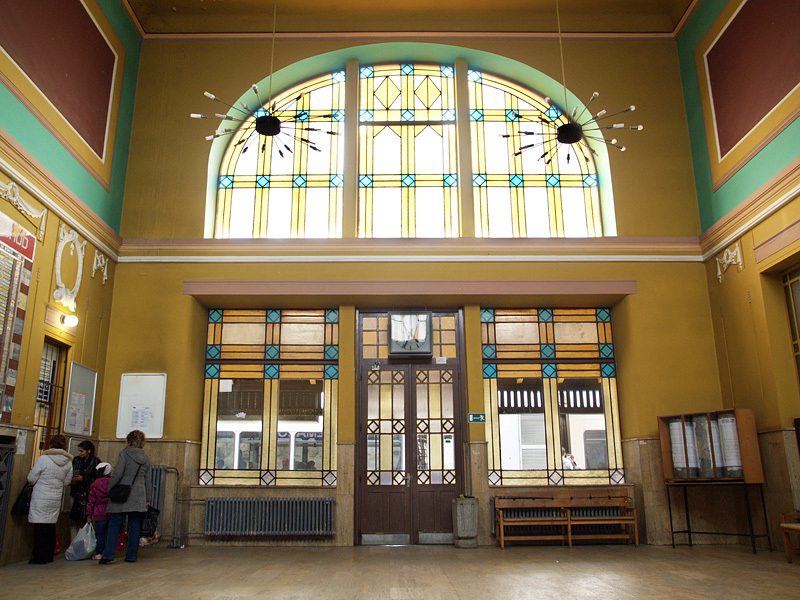
Hal dworcowy